# Macworld
Macworld — интернет-журнал о продукции и программном обеспечении компании Apple, выпускаемый издательством Mac Publishing. Журнал появился в 1984 году и издавался в печатном виде. Его основали Дэвид Баннелл (издатель) и Эндрю Флюгельман (редактор). Имел самый большой тираж среди журналов о Macintosh в Северной Америке, более чем в два раза опережая своего ближайшего конкурента MacLife (ранее MacAddict). До 10 сентября 2014 года являлся старейшим издаваемым журналом, посвящённым Macintosh, когда родительская компания IDG объявила о закрытии печатного издания и уволила большинство сотрудников, оставив только онлайн-версию журнала.

## История
В 1997 году издание поменяло название на Macworld, incorporating MacUser (оно приведено на странице с содержанием), что должно было отразить слияние журнала MacUser компании Ziff Davis с Macworld, принадлежавшего IDG, в рамках нового совместного издательства двух компаний Mac Publishing. В 1999 году объединённое издательство приобрело интернет-издание MacCentral Online для усиления представительства Macworld в интернете. В конце 2001 года IDG выкупила долю Ziff Davis в Mac Publishing, став единственным владельцем этой компании.
Журнал издавался во многих странах либо дочерними компаниями IDG, либо другими издателями, купившими лицензию на использование бренда и материалы. В число этих стран входили Австралия, Германия (Macwelt), Италия, Испания, Швеция (MacWorld), Турция, Великобритания, Нидерланды и Индонезия. Материалы журнала также публиковались в ряде других изданий IDG.
Издательство журнала лицензировало его название IDG World Expo, также подразделение IDG, для выставки Macworld Conference & Expo, проходящей ежегодно в январе в выставочном комплексе Moscone Convention Center в Сан-Франциско.
Во время выхода печатной версии журнал владел несколькими веб-сайтами: Macworld, Playlist, MacUser, Mac OS X Hints.
В 2014 году большая часть редакции была сокращена, одновременно с этим прекращён выпуск бумажного журнала и закрыта ежегодная редакционная премия.

## Редакционные награды

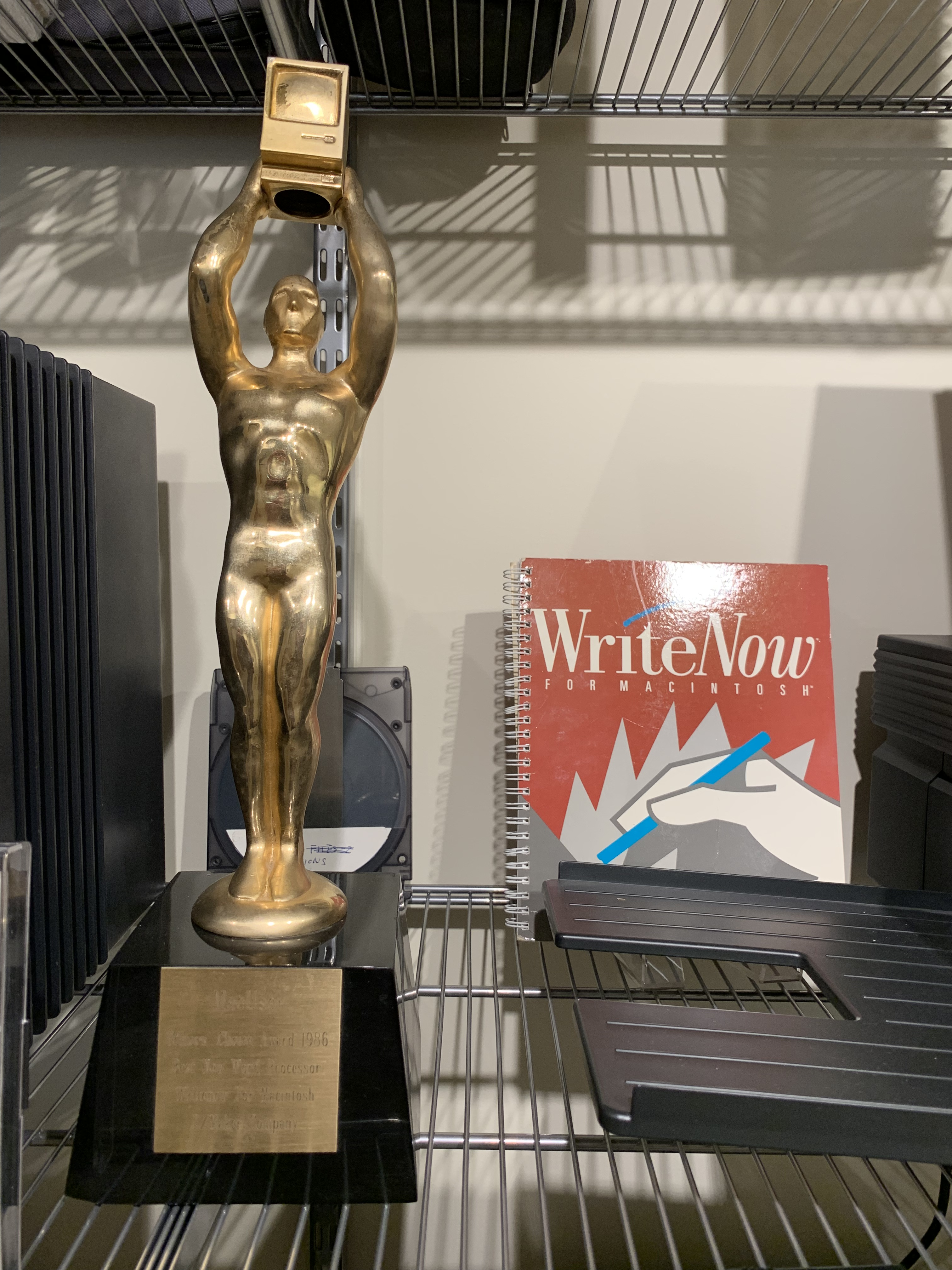
Награда 1986 года программе WriteNow

Каждый год Macworld определяет лучшие устройства из всех категорий, имеющихся на рынке.
С 1986 по 2013 годы издание ежегодно выбирало лучшее программное и аппаратное обеспечение для компьютеров Apple, награждая его премией Editors' Choise Awards (в просторечии — Eddy Awards). Символом премии была статуэтка. Эта награда считалась одной из наиболее престижных для компьютерных программ под MacOS и аксессуаров к устройствам Apple.
С 1986 по 2009 годы ежегодно пополнялся «Игровой зал славы» — в него вносились лучшие компьютерные игры для MacOS и игровые аксессуары, выпущенные в течение года.
С 2009 по 2012 годы издание ежегодно выбирало лучшие программы и игры из доступных в App Store для iOS, организуя награду App Gems.

## Подкаст
Мacworld выпускает еженедельный подкаст Macworld Podcast. Он содержит в основном интервью с редакторами Macworld и знаменитостями из мира Macintosh. Подкаст официально организовал главный редактор Macworld Крис Брин. Macworld Podcast появился 26 апреля 2005 года под названием «Geek Factor Podcast», после пятого выпуска в августе 2005 года получил своё текущее название.
Первым ведущим подкаста был Сайрус Фаривар. Ведущие по состоянию на август 2015 года — Гленн Флейшман и Сюзи Окс. Шеф-редактор Macworld Джейсон Снелл является его частым гостем и время от времени приглашённым ведущим.